# Naturschutzgebiet Menkhauser Bachtal mit Schopketal
Das Naturschutzgebiet Menkhauser Bachtal mit Schopketal liegt nahe der Stadt Oerlinghausen im Kreis Lippe. Das Schutzgebiet schlängelt sich von der Quelle des Menkhauser Bachs durch das Menkhauser Bachtal bis zum Dalbker Teich.
Es gibt in der Region ein weiteres Naturschutzgebiet unter gleichem Namen. Es hat die Kennung  	
LIP-016 und die WDPA-ID 329520.

## Schutzziele und Maßnahmen
Ziel des Schutzgebiets ist es, die vorhandenen naturnahen Buchen- und Feuchtwälder sowie das naturnahe Bachtal zu erhalten. Fischerei, Müllablagerung und Freizeitaktivitäten gefährden den Erhalt der Flora und Fauna im Gebiet. So wurde zum Beispiel eine illegal angelegte Mountainbikestrecke im Naturschutzgebiet im Januar 2021 zurückgebaut, was lokal für heftige Diskussionen sorgte.

### Flächenaufteilung
Gewässer: 36,82 %
Wald: 53,47 %
Moore und Grünland: 9,71 %